# 262 (tal)
262 är det naturliga talet som följer 261 och som följs av 263.

## Inom vetenskapen
- 262 Valda, en asteroid.

## Inom matematiken
- 262 är ett jämnt tal.
- 262 är ett semiprimtal
- 262 är ett palindromtal i det decimala talsystemet.